# Aeroporto di Salonicco-Macedonia
L'aeroporto di Salonicco Macedonia (IATA: SKG, ICAO: LGTS) (in greco Κρατικός Αερολιμένας Θεσσαλονίκης «Μακεδονία»?, Kratikòs Aeroliménas Thessalonìkis "Makedonìa"), definito come internazionale dalle autorità dell'aviazione civile greca HCAA, è un aeroporto greco situato vicino alla città di Mikra (in precedenza era conosciuto anche come Mikra Airport) nella prefettura di Salonicco.